# Gwendal Peizerat
Gwendal Peizerat (Lyon, 1972. április 21. –) francia jégtáncos.

## Életútja
Gwendal négyévesen kezdett korcsolyázni. Első partnere a francia korcsolyázónő Marina Morel volt. A pár 1990-ben harmadik, 1991-ben második helyen végzett a junior világbajnokságon.
Morel és Peizerat később különvált, és Gwendal 1993-tól Marina Anissinával folytatta a versenyzést. Pályafutásuk alatt végig Muriel Boucher-Zazoui volt az edzőjük. A pár 2000-ben megnyerte a világbajnokságot, kétszer végeztek az első helyen az Európa-bajnokságon, valamint 2002-ben ők szerezték meg az első olimpiai aranyérmet Franciaország számára jégtáncban. Az olimpia után befejezték amatőr pályafutásukat, és azóta különböző előadásokban szerepelnek, mint például a Champions on Ice.
Védjegyük volt a „fordított emelés”, melynél Marina emelte Gwendalt.
Peizerat az EMLYON Business Schoolon diplomázott.

## Eredményei
| Event                  | 1993–1994 | 1994–1995 | 1995–1996 | 1996–1997 | 1997–1998 | 1998–1999 | 1999–2000 | 2000–2001 | 2001–2002 |
| ---------------------- | --------- | --------- | --------- | --------- | --------- | --------- | --------- | --------- | --------- |
| Téli Olimpia           |           |           |           |           | 3.        |           |           |           | 1.        |
| Világbajnokság         | 10.       | 6.        | 4.        | 5.        | 2.        | 2.        | 1.        | 2.        |           |
| Európa-bajnokság       | 12.       | 5.        | 4.        | 4.        | 3.        | 2.        | 1.        | 2.        | 1.        |
| Francia Bajnokság      | 2.        | 2.        | 1.        | 1.        | 1.        | 1.        | 1.        | 1.        |           |
| Grand Prix Döntő       |           |           |           | 3.        | 3.        | 2.        | 1.        |           | 2.        |
| Trophée Lalique        | 3.        | 1.        | 2.        | 1.        | 2.        | 1.        | 1.        | 1.        | 1.        |
| NHK Trophy             | 5.        | 3.        | 1.        | 2.        |           | 1.        | 1.        | 1.        | 1.        |
| Skate Canada           |           |           | 2.        | 2.        |           |           |           | 1.        |           |
| Skate America          |           | 2.        |           |           |           | 1.        |           |           |           |
| Sparkassen Cup         |           | 1.        |           |           | 2.        |           |           |           |           |
| Ondrej Nepela Memorial | 1.        |           |           |           |           |           |           |           |           |